# Pole Position (série)
Pole Position é uma série animada de televisão franco-americana  criada pelo produtor francês Jean Chalopin e produzida pela DiC Entertainment em 1984. No Brasil, foi exibido entre os anos 80 e 90 pelo SBT, dentro de vários programas infantis da emissora, sendo exibido pela última vez no Sábado Animado, entre 1997 e 1998. 
O nome Pole Position foi utilizada sob licença da Namco, que detinha os direitos sobre o nome devido ao jogo Pole Position. A série animada procurou capitalizar sobre a popularidade do jogo. No entanto, há muito pouco em comum entre o jogo e a série.

## História
Os irmãos Tess, Dan e Daisy procuram pelo pai desaparecido após uma explosão durante uma corrida. Entre suas apresentações como dublês e disputas nas pistas, os três irmãos combatem o crime trabalhando para uma organização secreta chamada Pole Position. Para ajudá-los, contam com dois veículos de alta tecnologia contendo computadores falantes chamados de "Roadie" ("Rodão", no Brasil) e "Wheels". 

## Episódios
1. O Código (The Code)
2. O Desaparecimento de Pandora (The Canine Vanishes)
3. A Galinha que Sabia Demais (The Chicken Who Knew Too Much)
4. Estranhos no Gelo (Strangers on the Ice)
5. A Corrida (The Race)
6. Os Quadros Cortados (The Thirty-Nine Stripes)
7. O Rapto de Faísca (The Thirty-One Cent Mystery)
8. Disque M para Mágica (Dial M for Magic)
9. O Caso do Ursinho (The Bear Affair)
10. Pega Ladrão! (To Clutch a Thief)
11. O Segredo (The Secret)
12. O Quebra-Cabeça (Shadow of a Trout)
13. O Maremoto (The Trouble with Kuma)

## Personagens e dubladores
| Personagem (nome original) | Dublador original  | Dublador brasileiro (Estúdio: Herbert Richers/RJ)        |
| -------------------------- | ------------------ | -------------------------------------------------------- |
| Dr. Zachary Darrett        | Jack Angel         | Dario Lourenço                                           |
| Dan Darret                 | David Coburn       | Armando Braga                                            |
| Wheels                     | Mel Franklyn       | Francisco José                                           |
| Roadie (Rodão)             | Darryl Hickman     | Márcio Simões                                            |
| Daisy Darret               | Kaleena Kiff       | Guilene Conte                                            |
| Tess Darret                | Lisa Lindgren      | Ângela Bonatti                                           |
| Kuma (Faísca)              | Marilyn Schreffler | Marilyn Schreffler (efeitos vocais mantidos no original) |